# Српска народна либерална странка
Српска народна либерална странка је била српска политичка партија у Аустроугарској, настала 1887. године распадом Српске народне слободоумне странке на радикалну и либералну. Вође либерала су били Михаило Полит-Десанчић, Миша Димитријевић и Илија Вучетић а страначко гласило Браник.
Либерална странка је заступала средње грађанство са чврстим националним уверењима али умеренијим наступом према властима, како аустроугарским тако и српским црквеним. Стварањем Краљевине Срба, Хрвата и Словенаца сматрала је своје циљеве постигнутим и чланство се утопило у новонастале странке, претежно Југословенску демократску странку.